# Карл-Джанкшен (Міссурі)
Карл-Джанкшен (англ. Carl Junction) — місто (англ. city) в США, в окрузі Джеспер штату Міссурі. Населення — 8143 особи (2020).

## Географія
Карл-Джанкшен розташований за координатами 37°9′51″ пн. ш. 94°32′31″ зх. д. / 37.16417° пн. ш. 94.54194° зх. д. (37.164042, -94.542074).  За даними Бюро перепису населення США в 2010 році місто мало площу 14,53 км², з яких 14,19 км² — суходіл та 0,34 км² — водойми.

## Демографія
Згідно з переписом 2010 року, у місті мешкало 7445 осіб у 2616 домогосподарствах у складі 2061 родини. Густота населення становила 512 особи/км².  Було 2769 помешкань (191/км²).
Расовий склад населення:
| - 93,3 % — білих - 1,3 % — корінних американців - 1,0 % — чорних або афроамериканців - 1,0 % — азіатів |

До двох чи більше рас належало 2,6 %. Частка іспаномовних становила 2,9 % від усіх жителів.
За віковим діапазоном населення розподілялося таким чином: 31,4 % — особи молодші 18 років, 57,0 % — особи у віці 18—64 років, 11,6 % — особи у віці 65 років та старші. Медіана віку мешканця становила 34,7 року. На 100 осіб жіночої статі у місті припадало 93,2 чоловіків;  на 100 жінок у віці від 18 років та старших — 88,1 чоловіків також старших 18 років.
Середній дохід на одне домашнє господарство  становив 79 466 доларів США (медіана — 55 250), а середній дохід на одну сім'ю — 90 022 долари (медіана — 67 236). Медіана доходів становила 54 135 доларів для чоловіків та 37 718 доларів для жінок. За межею бідності перебувало 10,8 % осіб, у тому числі 12,5 % дітей у віці до 18 років та 10,4 % осіб у віці 65 років та старших.
Цивільне працевлаштоване населення становило 3606 осіб. Основні галузі зайнятості: освіта, охорона здоров'я та соціальна допомога — 26,4 %, виробництво — 12,7 %, роздрібна торгівля — 11,5 %.